# Nanohammus grangeri
Nanohammus grangeri là một loài bọ cánh cứng trong họ Cerambycidae.